# Pila Bossmann
Pila Bossmann (* 1. Dezember 1990 in Heidelberg) ist eine deutsche Meteorologin, Journalistin und Moderatorin.

## Leben
Bossmann wuchs im Hohenlohekreis auf. Zwischen 2010 und 2015 studierte sie Meteorologie am Karlsruher Institut für Technologie (KIT). Danach war sie Doktorandin am KIT. Seit 2019 arbeitet sie am ARD-Wetterkompetenzzentrum und moderiert das Wetter vor acht sowie verschiedene Wetter in den Dritten. Privat arbeitet sie als Hunde- und Pferdefotografin.